# Championnats de Tunisie de tennis de table 2015
Les championnats de Tunisie de tennis de table 2015 sont organisés par la Fédération tunisienne de tennis de table tout au long de la saison. Commençant par des éliminatoires régionales, ils se terminent par les finales de la coupe de Tunisie de tennis de table dans toutes les catégories.

## Championnats individuels
| Catégorie      | Champion                                                      | Deuxième                                     | Troisième                                                      |
| Juniors        | Chouaib Lagha Association Raf Raf Sport                       | Omar Ammous Maison de jeunes de Sakiet Ezzit | Slim Hassi Association Raf Raf Sport                           |
| Juniors filles | Mariem Ben Cheikh Association Raf Raf Sport                   | Abir Haj Salah Raquette d’or de Bou Merdes   | Mariem Nasr Grappe d’or de Grombalia                           |
| Seniors        | Mehdi Kabboudi Zaouiet Kontoch Sport                          | Anis Ben Hmida Raquette de Bizerte           | Aymen Bejaoui Association sportive de la cimenterie de Bizerte |
| Seniors filles | Safa Saidani Association sportive de la cimenterie de Bizerte | Abir Haj Salah Raquette d’or de Bou Merdes   | Mariem Nasr Grappe d’or de Grombalia                           |

## Coupe individuelle
| Catégorie      | Vainqueur                                                     | Finaliste                                          |
| Juniors        | Chouaib Lagha Association Raf Raf Sport                       | Omar Ammous Maison de jeunes de Sakiet Ezzit       |
| Juniors filles | Mariem Ben Cheikh Association Raf Raf Sport                   | Abir Haj Salah Raquette d’or de Bou Merdes         |
| Seniors        | Adem Hamam Progrès athlétique club temimien                   | Dhia Ben Hammouda Progrès athlétique club temimien |
| Seniors filles | Safa Saidani Association sportive de la cimenterie de Bizerte | Sahar Othman Association Raf Raf Sport             |

## Championnat des doubles
| Catégorie             | Vainqueur                                                                                    | Finaliste                                                                                   |
| Double juniors        | Chouaib Lagha et Hédi Othman Association Raf Raf Sport                                       | Mahmoud Doghman et Iheb Laabidi Raquette d’or de Bizerte                                    |
| Double juniors filles | Mariem Ben Cheikh et Abir Haj Salah Association Raf Raf Sport et Raquette d’or de Bou Merdes | Feriel Garci et Ghofran Béji Grappe d’or de Grombalia                                       |
| Double seniors        | Abderrazak Souabni et Mehdi Makhlouf Raquette d’or de Bizerte                                | Nadim Ben Mekki et Mehdi Kabboudi Progrès athlétique club temimien et Zaouiet Kontoch Sport |
| Double seniors filles | Safa Saidani et Raouia Ben Ameur Association sportive de la cimenterie de Bizerte            | Emna Bouhlel et Selma Saidani Association sportive de la cimenterie de Bizerte              |
| Double mixte          | Safa Saidani et Mohamed Dhaouadi Association sportive de la cimenterie de Bizerte            | Mariem Ben Cheikh et Chouaib Lagha Association Raf Raf Sport                                |

## Championnat et coupe par équipes
| Catégorie      | Champion                                         | Finale de la Coupe                                                                 |
| Écoles mixte   | -                                                | Aroussa Sport – Association Raf Raf Sport (4-3)                                    |
| Minimes        | Raquette d’or de Bizerte                         | Raquette d’or de Bizerte – Progrès athlétique club temimien (4-1)                  |
| Minimes filles | Aroussa Sport                                    | Aroussa Sport – Grappe d’or de Grombalia (4-3)                                     |
| Cadets         | Zaouiet Kontoch Sport                            | Association de tennis de table de Soliman – Tennis de tabla Club de Tozeur (4-0)   |
| Cadettes       | Association sportive de la cimenterie de Bizerte | Association sportive de la cimenterie de Bizerte – Grappe d’or de Grombalia (4-3)  |
| Juniors        | Association Raf Raf Sport                        | Association Raf Raf Sport – Zaouiet Kontoch Sport (4-2)                            |
| Juniors filles | Grappe d’or de Grombalia                         | Grappe d’or de Grombalia – Raquette d’or de Bizerte (4-0)                          |
| Seniors        | Progrès athlétique club temimien                 | Association sportive de la cimenterie de Bizerte – Raquette d’or de Bizerte (4-2)  |
| Seniors filles | Association sportive de la cimenterie de Bizerte | Association Raf Raf Sport – Association sportive de la cimenterie de Bizerte (4-3) |

## Classement de la division nationale A
Le barème de points servant à établir le classement se décompose ainsi :
- Victoire : 3 points
- Défaite : 1 point
- Forfait et match perdu par pénalité : 0 point

| Rang | Équipe                                           | Points | Matchs | Victoires | Défaites | Forfait |
| 1    | Progrès athlétique club temimien                 | 31     | 12     | 10        | 1        | 1       |
| 2    | Raquette d’or de Bizerte                         | 30     | 12     | 9         | 3        | -       |
| 3    | Étoile sportive de Tataouine                     | 23     | 12     | 6         | 5        | 1       |
| 4    | Association sportive de la cimenterie de Bizerte | 23     | 12     | 6         | 5        | 1       |
| 5    | Association Raf Raf Sport                        | 22     | 12     | 5         | 7        | -       |
| 6    | Maison de jeunes de Sakiet Ezzit                 | 20     | 12     | 4         | 8        | -       |
| 7    | Maison de jeunes d’El Aïn                        | 14     | 12     | 1         | 11       | -       |

À l’issue du championnat, la maison de jeunes d’El Aïn rétrograde en division nationale B, alors que les champions des deux poules de la division nationale B, le Chouigui Club et le Thysdrus d’El Jem, accèdent à la division nationale A.